# Canzoni per parrucchiere Live Tour
Canzoni per parrucchiere Live Tour è il secondo album dal vivo degli Stadio, pubblicato su CD da EMI Italiana e Capitol Records (catalogo 0946 366436 2 5) il 1º giugno 2006 e reso disponibile per il download in formato digitale il 12 giugno.
Raggiunge la posizione numero 13 nella classifica italiana.
Il 20 ottobre è stato pubblicato il DVD Canzoni per parrucchiere Live Tour, che contiene la ripresa video del concerto che gli Stadio hanno tenuto al Teatro Gentile di Fabriano (AN), e presenta, nello stesso ordine, le 29 canzoni dal vivo già sui due CD, più i videoclip di Fammi stare con te e Mi vuoi ancora.

## Il disco
Il doppio album contiene 29 canzoni eseguite dal vivo e 3 brani (l'inedito Fammi stare con te e due bonus track: la cover Con le mie lacrime e la riedizione di Porno in tv) registrati nello studio Tecnosound di Bologna.

## I brani da studio
Inedito
- Fammi stare con te
È il singolo che anticipa l'album. Il videoclip, presente sul DVD, è girato da Swan, che ha curato anche la regia per le riprese del concerto[4].

Bonus track inedite
- Con le mie lacrime
Cover acustica di As Tears Go By dei Rolling Stones, unico brano inciso e cantato in italiano, anche dal vivo, dagli stessi Stones.
- Porno in tv (versione acustica)
Registrata in studio in presa diretta. Versione originale in La faccia delle donne.

## I brani dal vivo
Il primo CD contiene canzoni dal recente repertorio, il
- medley in versione acustica
che contiene Al tuo fianco, Chiaro, Graffiti, Ballando al buio e Bella più che mai

altre canzoni interpretate dal gruppo per la prima volta, come
- Eppure soffia
Un "saluto" al cantautore Pierangelo Bertoli[1] scomparso nel 2002.

e i brani di successo composti per altri interpreti:
- ...e dimmi che non vuoi morire
Canzone, scritta da Vasco e musicata da Curreri con Roberto Ferri, presentata da Patty Pravo al Festival di Sanremo 1997[5].
Finalista, 'Premio della Critica' nella categoria Campioni e 'Premio Volare per la musica' al Festival, ha raggiunto la 4ª posizione nella classifica italiana dello stesso anno[6].
- Prima di partire per un lungo viaggio
Singolo interpretato da Irene Grandi, che ha raggiunto la posizione numero 14 nella classifica italiana[7].
Scritto per lei da Vasco con la musica di Curreri e Drovandi, è stato inserito dalla cantante nell'album Prima di partire (2003).
- Un senso
Brano estratto dall'album Buoni o cattivi (2004) di Vasco Rossi. Ennesima collaborazione di Vasco con Curreri e Saverio Grandi, autori della musica, insieme ai quali scrive il testo. Per 10 settimane rimane nella classifica dei brani digitali più scaricati, raggiungendo il secondo posto.

Nel secondo CD vengono proposti successi più datati, per la maggior parte mai eseguiti in concerto.

## Tracce
Gli autori del testo precedono i compositori della musica da cui sono separati con un trattino. Nessun trattino significa contemporaneamente autori e compositori.
CD 1
1. Fammi stare con te – 5:14 (testo: Saverio Grandi – musica: Saverio Grandi, Gaetano Curreri) – Inedito, da studio
2. Senza parrucche (strumentale) – 1:33 (musica: Paolo Fresu, Saverio Grandi, Gaetano Curreri)
3. Mi vuoi ancora – 5:52 (testo: Saverio Grandi – musica: Saverio Grandi, Gaetano Curreri)
4. L'amore è volubile – 4:04 (testo: Saverio Grandi – musica: Saverio Grandi, Gaetano Curreri)
5. Fine di un'estate – 4:08 (testo: Saverio Grandi – musica: Saverio Grandi, Gaetano Curreri)
6. Sorprendimi – 4:13 (testo: Saverio Grandi – musica: Saverio Grandi, Gaetano Curreri)
7. Sei tutto quel che ho – 5:09 (testo: Michele Forlani, Gaetano Curreri – musica: Andrea Fornili, Gaetano Curreri)
8. Eppure soffia – 3:40 (Pierangelo Bertoli)
9. Libero di cambiare – 5:16 (testo: Luca Carboni, Jovanotti – musica: Saverio Grandi, Gaetano Curreri)
10. Dimmi che non vuoi morire[2][9] – 4:04 (testo: Vasco Rossi – musica: Roberto Ferri, Gaetano Curreri)
11. Prima di partire per un lungo viaggio – 2:46 (testo: Vasco Rossi – musica: Roberto Drovandi, Gaetano Curreri)
12. Un senso – 3:29 (testo: Vasco Rossi, Saverio Grandi, Gaetano Curreri – musica: Saverio Grandi, Gaetano Curreri)
13. Equilibrio instabile – 5:12 (testo: Saverio Grandi – musica: Saverio Grandi, Gaetano Curreri)

medley acustico - 17:43
14. Al tuo fianco – 2:14 (Saverio Grandi – Vasco Rossi, Andrea Fornili, Gaetano Curreri)
15. Chiaro – 3:28 (Saverio Grandi – Saverio Grandi, Gaetano Curreri)
16. Graffiti – 2:43 (Saverio Grandi – Saverio Grandi, Gaetano Curreri)
17. Ballando al buio – 4:27 (Bettina Baldassari – Bettina Baldassari, Gaetano Curreri)
18. Bella più che mai – 4:51 (Vasco Rossi – Gaetano Curreri)
CD 2
1. Acqua e sapone – 5:22 (testo: Vasco Rossi – musica: Gaetano Curreri)
2. Un altro grande figlio di puttana – 5:06 (testo: Lucio Dalla, Gianfranco Baldazzi, J-Ax – musica: Giovanni Pezzoli, Gaetano Curreri)
3. Chiedi chi erano i Beatles – 4:49 (testo: Norisso – musica: Gaetano Curreri)
4. Swatch – 7:08 (testo: Francesco Guccini – musica: Andrea Fornili, Gaetano Curreri)
5. Il segreto – 5:18 (testo: Saverio Grandi – musica: Saverio Grandi, Gaetano Curreri)
6. Le mie poesie per te – 4:57 (testo: Giacomo Esposito, Saverio Grandi – musica: Andrea Fornili)
7. Buona sorte – 4:07 (testo: Saverio Grandi – musica: Saverio Grandi, Gaetano Curreri)
8. Canzoni per parrucchiere – 5:24 (testo: Saverio Grandi – musica: Saverio Grandi, Gaetano Curreri)
9. Lo zaino – 3:14 (testo: Vasco Rossi – musica: Gaetano Curreri)
10. Un disperato bisogno d'amore – 3:02 (testo: Saverio Grandi – musica: Saverio Grandi, Gaetano Curreri)
11. Stabiliamo un contatto – 4:19 (testo: Saverio Grandi – musica: Saverio Grandi, Gaetano Curreri)
12. Allo stadio – 2:08 (testo: Luca Carboni – musica: Gaetano Curreri)

Bonus track
1. Con le mie lacrime – 4:10 (testo: Danpa – musica: Mick Jagger, Keith Richards, Andrew Loog Oldham)
2. Porno in tv (versione acustica) – 3:55 (testo: Lucio Dalla – musica: Gaetano Curreri)

## Formazione
Gruppo
- Gaetano Curreri - voce, pianoforte elettrico
- Andrea Fornili - chitarra
- Roberto Drovandi - basso
- Giovanni Pezzoli - batteria

Altri musicisti
- Fabrizio Foschini - pianoforte, organo Hammond, tastiera
- Maurizio Piancastelli - tromba, flicorno, percussioni, tastiera, cori
- Roby Facini - chitarra acustica (CD2: 13)
- Saverio Grandi - chitarra acustica (CD2: 13,14)